# Tin Lučin
Tin Lučin, född 16 augusti 1999, är en kroatiskt handbollsspelare som spelar för Wisła Płock och det kroatiska landslaget. Han är högerhänt och spelar som mittnia.

## Meriter
- Polsk Cupmästare: 2022, 2023, 2024
- Kroatisk Mästare: 2018
- Kroatisk Cupmästare: 2018
- EHF European League:  Bronsmedaljör 2022